# Zwartvlakworteluil
De zwartvlakworteluil (Euxoa obelisca) is een nachtvlinder uit de familie van de uilen, de Noctuidae. De voorvleugellengte bedraagt tussen de 14 en 18 millimeter. De soort komt verspreid over het Palearctisch gebied voor. Hij overwintert als rups, soms als ei.

## Waardplanten
De zwartvlakworteluil heeft als waardplanten allerlei kruidachtige planten, bijvoorbeeld geel zonneroosje en walstro.

## Voorkomen in Nederland en België
De zwartvlakworteluil is in Nederland een zeldzame en in België een zeer zeldzame soort, die verspreid over het hele gebied kan worden gezien. De vlinder kent één jaarlijkse generatie die vliegt van begin juli tot halverwege oktober.